# 라나 우드
라나 우드(Lana Wood, 1944년 2월 1일 ~ )는 미국의 배우, 영화 프로듀서이다. 배우 내털리 우드의 여동생이기도 하다. 1971년 영화 《007 다이아몬드는 영원히》의 플렌티 오툴 역으로 잘 알려져 있다.